# Gnomoxyala
Gnomoxyala är ett släkte av rundmaskar. Gnomoxyala ingår i familjen Monhysteridae.
Släktet innehåller bara arten Gnomoxyala spina.